# Labiba Ahmad
Labiba Ahmad (c.1870, El Cairo, 1951) fue una activista, filántropa, viajera y escritora egipcia.

## Biografía
Labiba Ahmad nació en El Cairo en la década de 1870, dentro de una familia acomodada. Su padre y dos de sus hermanos eran médicos. Su esposo desarrolló su carrera en el ámbito de la justicia y llegó a ser juez en la Corte Mixta de Apelaciones de Alejandría. La pareja tuvo un hijo y cinco hijas.
Junto a Huda Sha'arawi y Nabawiyya Musa, fue una de las mujeres más prominentes dentro del grupo de intelectuales que impulsaban la idea de una forma de gobierno liberal democrática, en oposición a la estructura política vigente de estado autónomo tributario del Imperio Otomano, con sus normas autoritarias y bajo el dominio de la aristocracia y oligarquía egipcia-otomana. Este liberalismo democrático estaba estrechamente vinculado al racionalismo, la ciencia, el modernismo y el humanismo que tenderían a la separación entre la religión y el estado-nación. Mantuvo estrechos lazos con Safia Zaghloul, llamada la “Madre de los egipcios”.
Labiba Ahmad tuvo diferencias respecto de sus contemporáneas. La mayoría respaldó el secularismo del partido Wafd y otros partidos de ideas afines. Labiba, por el contrario, favoreció la inclinación islámica del partido Watani liderado por Mustafá Kamil. Encabezó un movimiento que conceptualizó los derechos de las mujeres en términos islámicos y presionó por una fusión del Islam y el nacionalismo.

## Trayectoria
Poco después de la revolución egipcia de 1919 Labiba Ahmad creó la organización Colectivo de Mujeres Egipcias (en árabe Jam'iyyat Nahfat al-Sayyidat al-Misriyyat, también conocida como Society of Egyptian Ladies' Awakening), cuyo objetivo era proporcionar asistencia social a personas y grupos vulnerables, desde un enfoque nacionalista islámico.
El primer proyecto de la organización fue la creación de un orfanato, una acción de asistencia social equivalente a las que habitualmente llevaban a cabo congregaciones religiosas o misioneras occidentales que, además del cuidado, inculcaban en las niñas la cultura y la religión protestante. En 1920 la organización inauguró un hogar para unas 170 niñas huérfanas o abandonadas encontradas en la zona de la mezquita de Sayeda Zainab, con el objetivo que crecieran y se desarrollaran "como buenas musulmanas". 

Dentro del hogar, las niñas recibían educación, asistencia sanitaria y se les brindaba capacitación en oficios que eventualmente les permitieran contar con ingresos propios y abastecerse a sí mismas.
En 1922 Labiba Ahmad creó la publicación Lucha de las Mujeres (en árabe, al-Nadha al-Nisa'iya), que permaneció activa durante dieciséis años y brindó la oportunidad a muchas mujeres de iniciarse en el periodismo.
En 1923 se descubrió que existía en El Cairo una organización delictiva destinada a raptar o secuestrar niñas y jóvenes que luego eran encerradas en burdeles y explotadas sexualmente. Labiba Ahmad decidió expandir el alcance de su organización y creó un instituto educativo que funcionaba además como un espacio de trabajo, donde se enseñaba a las niñas algunos oficios, tales como costura.  El instituto estaba abierto a la comunidad y recibía niñas a partir de los nueve años de edad, con el objetivo, según sus palabras de "rescatar a las niñas egipcias de las manos de esos demonios que abusan de ellas".